# 克里奥丰
克里奥丰（英語：Cleophon (politician)，（？—前404年）。古希腊伯罗奔尼撒战争期间的政治家，坚定的民主派人物。伯罗奔尼撒战争期间他凭借出色的口才多次与反对派较量，使到雅典公民深受鼓舞。他的事迹在古希腊诗人的著述中得到反映。